# Rostkronad nålnäbb
Rostkronad nålnäbb (Chalcostigma ruficeps) är en fågel i familjen kolibrier.

## Utbredning och systematik
Fågeln förekommer i Anderna från sydöstra Ecuador till östra Peru och Yungas i västra Bolivia. Den behandlas som monotypisk, det vill säga att den inte delas in i några underarter.

## Status och hot
Arten har ett stort utbredningsområde, men tros minska i antal, dock inte tillräckligt kraftigt för att den ska betraktas som hotad. Internationella naturvårdsunionen IUCN listar arten som livskraftig (LC).